# Wybranówka
Wybranówka (ukr. Вибранівка) – wieś na Ukrainie, w obwodzie lwowskim, w rejonie stryjskim, w hromadzie Chodorów. Wieś liczy 588 mieszkańców.
Znajduje się tu stacja kolejowa Wybranówka, położona na linii Lwów – Czerniowce.

## Historia
Wzmiankowana po raz pierwszy w 1631 roku jako miasteczko.
W XVIII i XIX wieku miejscowe dobra należały do Łosiów, a od II połowy XIX wieku do II wojny światowej do Szeptyckich.
Pod koniec XIX w. miasteczko w powiecie bóbreckim, położone 14 km na płd.-zach. od sądu w Bóbrce. W latach 20. XX w. własność Eustachego Turzańskiego. Jego żoną była Zofia, matka Janiny i Czesława Turzańskich. 
Miasteczkiem pozostała do I wojny światowej.
W II Rzeczypospolitej do 1934 samodzielna gmina jednostkowa, następnie należała do zbiorowej gminy wiejskiej Sokołówka w powiecie bóbreckim (województwo lwowskie). Pod okupacją niemiecką w Polsce siedziba wiejskiej gminy Wybranówka.
W czasie okupacji niemieckiej mieszkająca tutaj polska rodzina Iżyków ukrywała Żydówkę Jehudit Kutner, za co w 1987 roku Instytut Jad Waszem uhonorował tytułami Sprawiedliwych wśród Narodów Świata Władysława i Rozalię Iżyków oraz ich córkę Kazimierę.
W 2012 roku powstał film dokumentalny "Wybranówka" poświęcony losom rodziny Stefanii Bassary, która mieszkała w miejscowości przed II wojną światową.

## Zabytki
Znajduje się tu klasycystyczna cerkiew Ofiarowania Bogarodzicy powstała w 1800 roku. W pobliżu cerkwi znajdują się ruiny XIX-wiecznego dworu. We wsi jest też kaplica katolicka z lat 1934–1935, po II wojnie światowej używana jako magazyn.

## Ludzie
- Józef Saturnin Eligiusz Pieńczykowski (1831[8]–ok. 15.12.1890, Tarnów[9]), mąż Marcelli Podlewskiej, córki Waleriana Podlewskiego, właściciela Chomiakówki.